# Énonciation éditoriale
L’énonciation éditoriale fait référence à l'ensemble des interventions éditoriales sur un texte ou une production culturelle.
Le concept a été introduit par Emmanuël Souchier en 1998. Il s'inscrit dans la continuité de plusieurs travaux en histoire du livre, en sociologie du texte ou en génétique textuelle visant à reconnaître la contribution d'autres intervenants que l'auteur d'un texte. Pour Souchier, l'énonciation éditoriale vise à identifier « l’élaboration plurielle de l’objet textuel ».
Initialement pensé autour de l´édition littéraire, l'étude de l'énonciation éditoriale a été progressivement élargie à la plupart des productions culturelles (image, presse, numérique).

## Contexte
Le concept d'énonciation éditoriale a été profondément influencé par l'évolution des recherches sur le processus d'édition. À partir des années 1970, plusieurs travaux en histoire matérielle du livre (Roger Chartier) ou en sociologie de la littérature (Douglas MacKenzie) sont amenés à reconsidérer la figure centrale de l'auteur et à envisager le livre comme une production au moins partiellement collective. L'introduction du concept d'énonciation éditoriale a été également justifié par des pratiques anciennes de l'édition savante et de la philologie, les interventions d'autres énonciateurs que l'auteur étant une donnée fondamentale de la génétique textuelle : "le concept d’énonciation éditoriale répond au besoin de comprendre le processus génétique de tout objet textuel".
Après sa formulation originale par Emmanuël Souchier, le concept d'énonciation éditoriale a connu un important élargissement au-delà du contexte spécifique de l'édition littéraire. Les terrains d'application incluent notamment les corpus visuels, la presse ou les objets numériques. Pour Emmanuël Souchier, la théorie de l’énonciation éditoriale s’est ouverte à toute forme de médiation, et s'oriente vers une anthropologie de la communication

## Définition
Elle s’articule autour de plusieurs points : d’abord, l’idée, reprise à Paul Valéry et Jacques Roubaud, que tout espace éditorial manifeste un sens formel : toute forme (typographie, paragraphes, couverture, etc.) signifie potentiellement quelque chose et travaille l’interprétation de l’œuvre. Ainsi, la matière littéraire (lexique, syntaxe, style de l’auteur) est en étroite relation avec la matière éditoriale, plastique, formelle. Cette interdépendance est le fruit d’une collaboration, plus ou moins explicite, entre différents acteurs qui s’emparent du régime de visibilité de l’œuvre au cours de son élaboration : l’éditeur, certes, mais aussi le maquettiste, le typographe, l’illustrateur, l’imprimeur, le relieur, le correcteur, jusqu’au distributeur et spécialiste du marketing. L’espace éditorial est pensé comme un champ de forces où s’articulent différentes « voix », différents gestes, qui peuvent être en opposition et s'organiser dans un réseau sémantique de questions : « la théorie de l’énonciation éditoriale consiste à essayer de comprendre qui parle, comment et à travers quoi dans un processus de communication. ».
À chaque étape, les acteurs de cet espace déposent quelque chose d’eux-mêmes ; ils manifestent leurs savoir-faire, leurs conceptions du monde et leurs valeurs, soit une énonciation. Si le lecteur ne la voit pas et ne la perçoit pas, il se trouve néanmoins orienté par cette configuration, à travers des parcours spécifiques, un choix typographique, la matière d’un dos, par exemple. En convoquant le concept d’infra-ordinaire de Georges Perec, E. Souchier montre le caractère paradoxal d’une telle entreprise : elle est d’autant plus efficace qu’elle disparaît, s’efface aux yeux du lecteur, qui se trouve ainsi orienté sans le savoir – un processus qui relève de la mémoire de l’oubli, concept forgé à partir d’un dialogue entre Perec, Merleau-Ponty et Lionel Naccache. Le chercheur désigne par-là un processus transitif, proche de l’habitus de Bourdieu, à partir duquel nous apprenons à être traversés par les formes éditoriales, sans buter sur chacune d’elles, pour nous orienter dans le monde, en mobilisant l’activité de lire-écrire. Si cet apprentissage est nécessaire, s’il assure l’efficience de l’entrée dans le monde des signes, il pose néanmoins problème d’un point de vue social et politique. C’est pourquoi l’étude des marques énonciatives se double d’une réflexion sur le pouvoir, qui se loge jusque dans ces petits espaces pour constituer un ordre ou un cadre instituant, impensé, dans lequel nous ne cessons pourtant de cheminer.